# Wilchiwka
Wilchiwka (ukrainisch Вільхівка; russisch Ольховка/Olchowka) ist eine Siedlung städtischen Typs im Osten der Ukraine in der Oblast Donezk mit etwa 700 Einwohnern.

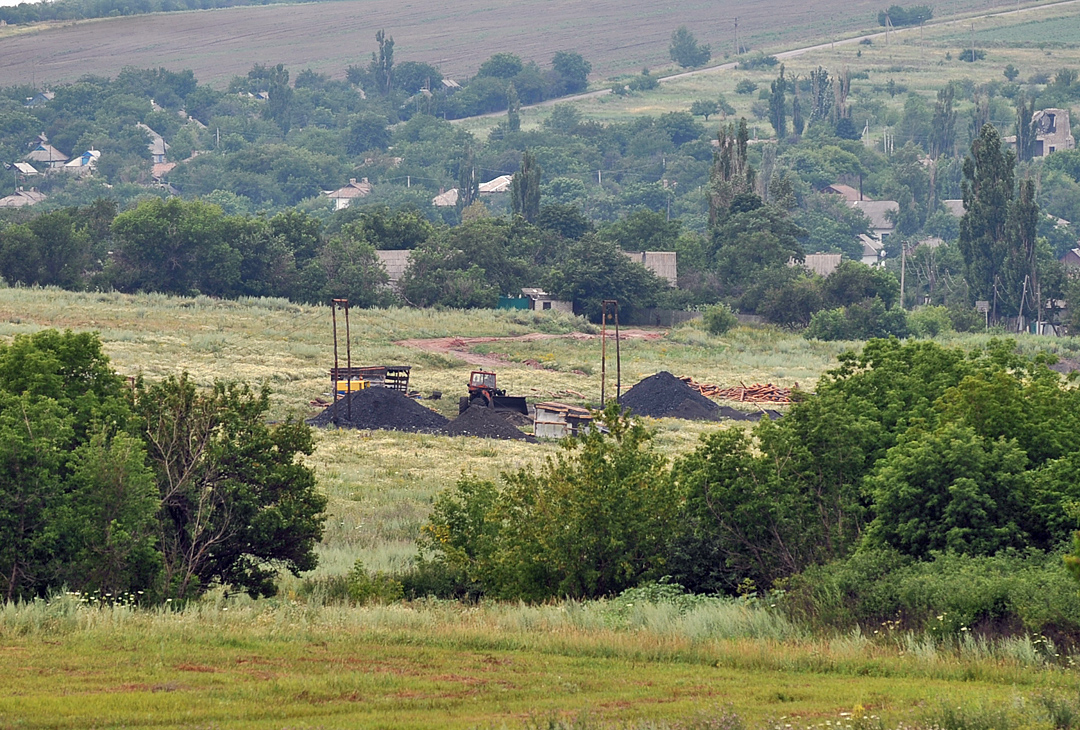
Blick auf die Kohleminen der Siedlung

## Geographie
Die Siedlung städtischen Typs liegt im Donezbecken am Fluss Wilchiwka, etwa 35 Kilometer östlich von Donezk und sechs Kilometer südöstlich von Schdaniwka, zu dessen Stadtkreis sie zählt.
Der Ort gehört verwaltungstechnisch zur Stadtratsgemeinde von Schdaniwka.

## Geschichte
Der Ort erhielt 1965 den Status einer Siedlung städtischen Typs, seit Sommer 2014 ist der Ort im Verlauf des Ukrainekrieges durch Separatisten der Volksrepublik Donezk besetzt.